# Sains-en-Amiénois

Sains-en-Amiénois este o comună în departamentul Somme, Franța. În 1 ianuarie 2022 avea o populație de 1.200 de locuitori.